# Sasu Salin
Sasu Salin (Helsinki, 11 giugno 1991) è un cestista finlandese capitano dell’omonima nazionale.

## Carriera
Con la Finlandia ha disputato due edizioni dei Campionati mondiali (Campionati mondiali del 2014, Campionati mondiali del 2023) e sei edizioni dei Campionati europei (2011, 2013, 2015, 2017, 2022, 2025)
Con la Finlandia l’11 agosto 2025 raggiunge quota 150 presenze.

## Palmarès
- Campionato finlandese: 1

Espoon Honka: 2007-08
- Coppa di Finlandia: 1

Espoon Honka: 2009
- Coppa di Slovenia: 3

Union Olimpija: 2011, 2012, 2013
- Supercoppa spagnola: 1

Gran Canaria: 2016
- Basketball Champions League: 1

Canarias: 2021-22
- Coppa Intercontinentale: 2

Canarias: 2020, 2023